# Bernard Rose
Bernard Rose, född 4 augusti 1960, är en brittisk filmskapare.
Efter avslutad filmutbildning 1982 regisserade Rose musikvideor för MTV, bland annat den ocensurerade versionen av Frankie Goes to Hollywoods hitlåt "Relax". Därefter började han regissera TV-filmer. 1988 regisserade han sin första fullängdsfilm Paperhouse. Hans genombrott kom emellertid med filmen Candyman, som sedermera blivit en kultklassiker. Bland Roses senare filmer kan nämnas Min odödliga kärlek om Ludwig van Beethoven.

## Filmografi (urval)
- Paperhouse (1988)
- Candyman (1992)
- Min odödliga kärlek (1994)
- Anna Karenina (1997)
- Frankenstein (2015)